# Jan Widacki
Jan Stefan Widacki (* 6. Januar 1948 in Krakau) ist ein polnischer Rechtswissenschaftler, ordentlicher Professor, Diplomat, Politiker (PD, SLD) und Abgeordneter des Sejm in der VI. Wahlperiode (2007–2011).

## Wissenschaftliche und berufliche Tätigkeit
1969 beendete er das Studium der Rechtswissenschaften an der Jagiellonen-Universität und studierte darüber hinaus auch Philosophie. 1972 promovierte er in Rechtswissenschaften und 1977 habilitierte er sich. Im gleichen Jahr übernahm er den Lehrstuhl für Kriminalistik an der Schlesischen Universität in Katowice, wo er auch Prodekan wurde. In den Jahren 1983 bis 1990 hielt er Vorlesungen an der Katholischen Universität Lublin und arbeitete als Gastprofessor in den USA. 1984 wurde er Professor. Bis zum Ende der 80er-Jahre war er als Kriminologe und Sachverständiger bei Gericht tätig.
Seit 1996 führt er eine Anwaltskanzlei.
In den 90er-Jahren verteidigte er unter anderem den wegen mehrfachen Mordes angeklagten Mann mit dem Pseudonym „Inkasent“, der schließlich freigesprochen wurde. Er war auch Prozessvertreter von Roman Kluska. In einem Lustrationsverfahren vertrat er Henryk Karkosza und war Repräsentant von Jan Kulczyk vor dem Untersuchungsausschuss des Sejm zur Aufklärung der Orlen-Affäre und im Streit mit Roman Giertych.

## Öffentliche Tätigkeit
1980 trat er in die oppositionelle Gewerkschaft Solidarność ein, gehörte jedoch auch der Polnischen Vereinigten Arbeiterpartei (PZPR) an, aus der er nach Verhängung des Kriegszustandes am 13. Dezember 1981 austrat.
Zu Beginn der 1990er-Jahre wurde Widacki zum Staatssekretär in der Regierung von Tadeusz Mazowiecki ernannt. Er überwachte die Überprüfung der Służba Bezpieczeństwa (kommunistischer Sicherheitsdienst – SB) und bereitete ein neues Polizeigesetz vor. Er war Co-Autor des „Rokita-Reports“.
In den Jahren 1992 bis 1996 war er Botschafter in Litauen. 1996 wurde er mit dem litauischen Orden des Großfürsten Giedymin II. Klasse mit Stern ausgezeichnet.
2007 gründete er den Verein Bewegung für Demokratie. Er ist Feuilletonist der linken Wochenzeitung „Przegląd“.
Bei den Parlamentswahlen 2007 wurde er für den Wahlkreis Krakau mit 24.963 Stimmen über die Liste des Wahlbündnisses Lewica i Demokraci (LiD) in den Sejm gewählt. Er war Mitglied der Sejm-Kommission für Verwaltung und Inneres und stellvertretender Vorsitzender der Kommission für Verfassungsverantwortung. Am 9. April 2008 war er Mitbegründer der Demokratischen Gruppe im Sejm. Im Juni 2011 wechselte er zur Sojusz Lewicy Demokratycznej (SLD). Bei der Parlamentswahl 2011 kandidierte er nicht erneut.

## Auszeichnungen und Ehrungen
- Orden Polonia Restituta, Offizier (2005)[5]
- Orden Polonia Restituta, Ritter (2000)[6]
- Orden des litauischen Großfürsten Gediminas, Großkomtur (1996)